# Раджа Сулейман
Движение Раджа Сулейман (англ. Rajah Sulaiman) — исламистская террористическая организация на Филиппинах, основанная Ахмедом Сантосом в 1991 году. В организации участвуют христиане, обращенные в ислам. По информации властей, повстанцы действуют в союзе с иными исламистскими организациями Абу Сайяф и Джемаат Исламия.

## Идеология
Группа носит имя султана Раджи Сулеймана III, мусульманского правителя Манилы, сопротивлявшегося испанским колонизаторам. Члены группы добиваются установления шариата на территории Филиппин.